# 17 أبريل
- السبت
- الأحد
- الاثنين
- الثلاثاء
- الأربعاء
- الخميس
- الجمعة

- 2929 رمضان 1446  هـ
- 301 شوال 1446  هـ
- 312 شوال 1446  هـ
- 13 شوال 1446  هـ
- 24 شوال 1446  هـ
- 35 شوال 1446  هـ
- 46 شوال 1446  هـ
- 57 شوال 1446  هـ
- 68 شوال 1446  هـ
- 79 شوال 1446  هـ
- 810 شوال 1446  هـ
- 911 شوال 1446  هـ
- 1012 شوال 1446  هـ
- 1113 شوال 1446  هـ
- 1214 شوال 1446  هـ
- 1315 شوال 1446  هـ
- 1416 شوال 1446  هـ
- 1517 شوال 1446  هـ
- 1618 شوال 1446  هـ
- 1719 شوال 1446  هـ
- 1820 شوال 1446  هـ
- 1921 شوال 1446  هـ
- 2022 شوال 1446  هـ
- 2123 شوال 1446  هـ
- 2224 شوال 1446  هـ
- 2325 شوال 1446  هـ
- 2426 شوال 1446  هـ
- 2527 شوال 1446  هـ
- 2628 شوال 1446  هـ
- 2729 شوال 1446  هـ
- 2830 شوال 1446  هـ
- 291 ذو القعدة 1446  هـ
- 302 ذو القعدة 1446  هـ
- 13 ذو القعدة 1446  هـ
- 24 ذو القعدة 1446  هـ

17 أبريل أو 17 نيسان أو يوم 17 \ 4 (اليوم السابع عشر من الشهر الرابع) هو اليوم السابع بعد المئة (107) من السنة البسيطة، أو اليوم الثامن بعد المئة (108) من السنوات الكبيسة وفقًا للتقويم الميلادي الغربي (الغريغوري). يبقى بعده 258 يوما لانتهاء السنة.

## أحداث
- 69 - فيتليوس يصبح إمبراطورًا للإمبراطورية الرومانية وذلك بعد «معركة بدرياكم الأولى».
- 1509 - البابا يوليوس الثاني يضع حجر الأساس لبناء كاتدرائية القديس بطرس في الفاتيكان.
- 1895 - توقيع معاهدة شيمونوسيكي والتي إعترفت الصين فيها باستقلال كوريا وأعادت بعض المقاطعات ومنها تايوان إلى اليابان ووافقت على دفع نفقات الإصلاح.
- 1939 - الإعلان عن قيام جمهورية غواتيمالا.
- 1941 - الحرب العالمية الثانية: مملكة يوغوسلافيا تستسلم لألمانيا النازية.
- 1946 - جلاء الفرنسيين عن سوريا وإنهاء الانتداب الفرنسي عليها.
- 1961 - أول هجوم على جزيرة كوبا بعد نجاح الثورة مباشرة من قبل قوات معادية للنظام الجديد في هافانا وبدعم من الولايات المتحدة وذلك لمحاولة الإطاحة بالزعيم الجديد فيدل كاسترو، وقد فشل هذا الهجوم الذي عرف باسم غزو خليج الخنازير فشلاً ذريعًا.
- 1963 - توقيع ميثاق الوحدة الثلاثي بين مصر وسوريا والعراق.
- 1966 - انتخاب عبد الرحمن عارف رئيسًا للجمهورية العراقية خلفًا لأخيه عبد السلام عارف الذي قتل بحادث سقوط طائرة.
- 1980 - قطع العلاقات الدبلوماسية بين الولايات المتحدة وإيران بسبب أزمة الرهائن الأمريكيين المحتجزين في طهران.
- 1984 - شرطية بريطانية تلقى مصرعها بعد إطلاق نار من مبنى السفارة الليبية في لندن.
- 1988 - وقوع معركة تحرير الفاو، وهي المعركة الفاصلة في الحرب العراقية الإيرانية.
- 1992 - لجنة ترسيم الحدود الكويتية / العراقية تقر الخريطة النهائية للحدود البرية المشتركة بين البلدين.
- 1993 - وفاة رئيس تركيا تورغوت أوزال، ورئيس البرلمان بولات كيندوروك يتولى بالنيابة مهام الرئيس.
- 2000 - افتتاح المركز العلمي التابع لمؤسسة الكويت للتقدم العلمي بحضور أمير دولة الكويت الشيخ جابر الأحمد الصباح ورئيس الجمهورية اللبنانية إميل لحود.
- 2004 - اغتيال القائد في حركة حماس عبد العزيز الرنتيسي على يد الجيش الإسرائيلي.
- 2008 -
  - مرسوم رئاسي بتأسيس محافظتي حلوان و 6 أكتوبر في مصر.
  - إصدار العدد الأول من صحيفة ذا ناشيونال باللغة الإنجليزية في أبوظبي.
- 2013 - انفجار في معمل للأسمدة في ويست، تكساس يؤدي إلى مقتل حوالي 15 شخصًا، جاء هذا الانفجار بعد يومين من انفجار بوسطن لكن أسبابه لا تزال مجهولة.
- 2014 -
  - الرئيس الجزائري المنتهية ولايته عبد العزيز بوتفليقة يفوز بولاية رابعة إثر فوزه في الانتخابات الرئاسيَّة، بعدما تحصل على حوالي 82% من الأصوات.
  - وكالة ناسا الأمريكية تعلن عن اكتشاف الكوكب كيبلر 186 ف الذي ينتمي لكوكبة الدجاجة والذي يقع خارج المجموعة الشمسية في النطاق الصالح للسكن.
- 2015 - التلفزيون العراقي يعلن مقتل عزة الدوري نائب الرئيس العراقي الأسبق وحزب البعث ينفي ذلك.
- 2019 -
  - عُلماء يُعلنون اكتشاف أيونات هيدريد هيليوم طبيعيَّة في السديم الكوكبي NGC 7027.
  - انتحار رئيس الپيرو الأسبق آلن غارسيا بعد تقديم الشُرطة مُذكَّرة لاعتقاله بناءً على تُهمٍ بِالفساد المالي والارتشاء خِلال فترة رئاسته وما بعدها.

## مواليد
- 1886 - جعفر النقدي، شاعر وكاتب وعالم مسلم وقاضي شرعي عراقي.
- 1907 - سعاد أحمد، ممثلة مصرية.
- 1941 - سعيد طرابيك، ممثل مصري.
- 1948 -
  - علي حميدة، مغني مصري.
  - يان هامر، موسيقي تشيكي.
- 1951 - هورست هروبريتش، لاعب ومدرب كرة قدم ألماني.
- 1952 - فؤاد الهاشم، كاتب صحفي كويتي.
- 1958 - عبد الحكيم قطيفان، ممثل سوري.
- 1959 - شون بين، ممثل إنجليزي.
- 1962 - جيمس ليجروس، ممثل أمريكي.
- 1967 - 
  - هنري إيان كوسيك، ممثل اسكتلندي.
  - جيفري كلارك، مُحام ومسؤول  أمريكي.
- 1972 - جينيفر غارنر، ممثلة أمريكية.
- 1974 - فيكتوريا بيكام، مغنية إنجليزية.
- 1975 - رامي وحيد، ممثل مصري.
- 1975 - حازم إمام، لاعب منتخب مصر.
- 1976 - ناصر درويش، لاعب كرة قدم كويتي.
- 1985 - جو ويلفرد تسونجا، لاعب كرة مضرب فرنسي.
- 1987 - ري كوانغ هيوك، لاعب كرة قدم كوري شمالي.

## وفيات
- 1790 - بنجامين فرانكلين، سياسي أمريكي.
- 1892 - ألكسندر ماكينزي، رئيس وزراء كندا.
- 1942 - جن بيرين، عالم فيزياء فرنسي حاصل على جائزة نوبل في الفيزياء عام 1926.
- 1959 - أرثر سيسيل ألبورت، طبيب جنوب إفريقي، مكتشف متلازمة ألبورت.
- 1976 - هنريك دام، عالم فيزيولوجيا وكيمياء حيوية دنماركي حاصل على جائزة نوبل في الطب عام 1943.
- 1986 - مارسيل داسولت، رجل أعمال وصانع طائرات فرنسي.
- 1993 - تورغوت أوزال، رئيس تركيا.
- 2003 ـ جف شيل، عالم بيولوجيا جزيئية بلجيكي.
- 2004 - عبد العزيز الرنتيسي، قائد حركة حماس.
- 2007 - حسن أبو السعود، موسيقي مصري.
- 2008 - إيمي سيزير، شاعر وكاتب وسياسي فرنسي.
- 2011 - ناصر الخرافي، رجل أعمال كويتي.
- 2014 - غابرييل غارثيا ماركيث، روائي وصحفي كولومبي حائز على جائزة نوبل.
- 2018 - باربرا بوش، زوجة الرئيس الأمريكي جورج بوش الأب.

## أعياد ومناسبات
- عيد الجلاء في سوريا.
- يوم الأسير الفلسطيني.

## وصلات خارجية
- وكالة الأنباء القطريَّة: حدث في مثل هذا اليوم.
- النيويورك تايمز: حدث في مثل هذا اليوم.
- BBC: حدث في مثل هذا اليوم.